# Selina Kalmbach
Selina Kalmbach (* 24. März 1998 in Heilbronn, Deutschland) ist eine deutsche Handballspielerin, die für den deutschen Bundesligisten TuS Metzingen aufläuft.

## Karriere

### Im Verein
Selina Kalmbach begann das Handballspielen im Alter von sechs Jahren beim TGV Abstatt. Später bildete die TGV Abstatt mit mehreren Vereinen die Spielgemeinschaft SG Schozach-Bottwartal, für die Kalmbach auflief. Mit 15 Jahren nahm sie zusätzlich bei der Neckarsulmer Sport-Union am Training teil. Ab dem Jahr 2014 läuft sie für Neckarsulm auf. Über ein Zweitspielrecht war Kalmbach weiterhin für die A-Jugend der SG Schozach-Bottwartal spielberechtigt, mit der sie in der Jugendbundesliga antrat.
Kalmbach lief anfangs mit der Neckarsulmer Sport-Union in der 2. Bundesliga auf. In ihrer ersten Spielzeit erzielte sie vier Treffer. Als Neckarsulm in der folgenden Saison den Aufstieg in die Bundesliga gelang, steuerte sie 30 Tore bei. Ab dem Sommer 2022 stand sie beim Zweitligisten Frisch Auf Göppingen unter Vertrag. Im Sommer 2024 wechselte sie zum deutschen Bundesligisten TuS Metzingen.

### In Auswahlmannschaften
Kalmbach lief für die Landesauswahl des Handballverbandes Württemberg auf, mit der sie beim DHB-Länderpokal den siebten Platz belegte. Nachdem Kalmbach anschließend nicht dem Kader der deutschen Jugendnationalmannschaft angehört hatte, wurde die Nationaltrainerin der deutschen Juniorinnennationalmannschaft auf sie aufmerksam. Mit dieser Auswahlmannschaft belegte sie den fünften Platz bei der U-19-Europameisterschaft 2017. Im darauffolgenden Jahr nahm Kalmbach an der U-20-Weltmeisterschaft teil, bei der sie eine Trefferquote von 72 % erreichte. Kalmbach bestritt am 17. April 2021 ihr Debüt für die deutsche Nationalmannschaft gegen Portugal.